# Lina Romay (Schauspielerin)
Lina Romay (eigentlich Rosa Maria Almirall Martínez, * 25. Juni 1954 in Barcelona; † 15. Februar 2012 in Málaga) war eine spanische Schauspielerin und Pornodarstellerin.

## Leben
Romay, die zunächst auf Amateurbühnen auf Katalanisch spielte, begegnete 1972 dem spanischen Filmregisseur Jess Franco und trat fortan in nahezu allen seinen Filmen auf. Meist spielte sie sexuell aggressive und selbstbewusste Frauen in zahlreichen Sex- und Horrorfilmen, aber auch abenteuerlichen Stoffen. Romay drehte auch Hardcore-Szenen. Mitte der 1980er Jahre inszenierte sie selbst einige Werke. Ihr schauspielerisches Schaffen umfasst mehr als 120 Produktionen. Als Regisseurin verantwortete sie rund ein dutzend Filme, ferner war sie seit den 1980er Jahren bis in die 2010er Jahre als Regieassistentin an diversen Filmen von Franco beteiligt.
Sie lebte mit Franco in Torremolinos. Ihr Pseudonym rekurriert auf die Jazz-Sängerin und Schauspielerin gleichen Namens. Sie benutzte auch zahlreiche andere noms-de-film, darunter Candy Coster und Lulu Laverne. In erster Ehe war sie mit dem Schauspieler und Kameramann Ramón Ardid verheiratet.
Romay erlag am 15. Februar 2012 einem Krebsleiden.

## Filmografie (Auswahl)
- 1972: Das Blutgericht der gequälten Frauen (La maldición de Frankenstein)
- 1972: Relax Baby (unveröffentlicht)
- 1974: Im Schatten des Mörders (La noche de los asesinos)
- 1974: Entfesselte Begierde (La comtesse noire)
- 1974: Exorcism (Exorcisme)
- 1974: Mädchen für intime Stunden (Celestine… bonne à tout faire)
- 1975: Rolls-Royce Baby
- 1975: Der Sex Playboy (Le juisseur)
- 1975: Frauengefängnis 3 (Des diamants pour l'enfer)
- 1976: Frauengefängnis
- 1976: Das Bildnis der Doriana Gray
- 1976: Die erotischen Abenteuer des Robinson Crusoe (The Erotic Adventures of Robinson Crusoe)
- 1976: Jack the Ripper – Der Dirnenmörder von London
- 1976: Shining Sex
- 1977: Die Sklavinnen
- 1977: Greta – Haus ohne Männer
- 1977: Frauen ohne Unschuld
- 1980: Sinfonía erótica
- 1980: Mondo Cannibale 3 – Die blonde Göttin der Kannibalen (Mondo cannibale)
- 1983: Diamonds of Kilimandjaro (El tesoro de la diosa blanca)
- 1983: Oase der Zombies (La tumba de los muertos vivientes)
- 1985: Die Auferstehung der reitenden Leichen (La mansión de los muertos vivientes)
- 1988: Faceless (Les prédateurs de la nuit)
- 1999: Vampire Sex – Lady Dracula 3 (Vampire blues)
- 2007: Angel of Death II